# ヴィエスワフ・マスウォフスキ
ヴィエスワフ・マスウォフスキ(Wiesław Masłowski)は、ポーランド出身の海洋学者である。2009年よりアメリカ合衆国の海軍大学院の研究教授を務める。
1987年にグダニスク大学で修士号を、1994年にアラスカ大学フェアバンクス校で博士号を取得した。博士論文のタイトルは"Numerical modeling study of the circulation of the Greenland Sea"（グリーンランド海の海流の数値モデリング研究）だった。
2007年に、早くて2013年には北極海に氷がない状態になる時期が生まれると予測したことで有名になった。その後、コンピュータモデルに基づいて、その時期は2016±3年に修正されたが、北極海の氷の量は2012年に過去最低を記録してから増加し、2013年に氷のない時期はなかったことから、この予測は議論の的となった。2021年5月現在でも北極海に氷のない時期はないが、マスウォフスキは2016±3年という予測を修正していない。